# 锐合碧池 (阿拉巴马州)
锐合碧池（英文：Rehobeth），是美国阿拉巴马州下属的一座城市。面积约为7.58平方英里（约合19.63平方公里）。根据2010年美国人口普查，该市有人口1,297人，人口密度为171.09/平方英里（约合66.07/平方公里）。